# Pretty Fly (for a White Guy)
Pretty Fly (for a White Guy) – singel amerykańskiej punkrockowej grupy The Offspring. Czwarta ścieżka na albumie Americana, zarazem pierwszy singel promujący. Został także zawarty na kompilacji Greatest Hits oraz na DVD Complete Music Video Collection. Singel zdobył wiele nagród przemysłu fonograficznego (złote i platynowe płyty).

## Lista utworów

### Wydanie pierwsze
1. Pretty Fly (for a White Guy) 3:08
2. Pretty Fly (for a White Guy) (The Geek Mix) 3:07
3. All I Want (Live) 2:02

### Wersja alternatywna
1. Pretty Fly (for a White Guy) 3:08
2. Pretty Fly (for a White Guy) (The Geek Mix) 3:07
3. No Brakes 2:06

### Wersja alternatywna II
1. Pretty Fly (for a White Guy) 3:08
2. Pretty Fly (for a White Guy) (The Geek Mix) 3:07
3. Pretty Fly (for a White Guy) (The Baka Boys Low Rider Remix) 3:03
4. All I Want (Live) 2:02

## Certyfikacje
- 4× platynowa płyta(ARIA)[1]
- złota płyta (IFPI AUT)[2]
- złota płyta(GER)[3]
- złota płyta(NVPI)[4]
- 2× platynowa płyta (IFPI NOR)[5]
- 3× platynowa płyta (IFPI SWE)[6]
- platynowa płyta (BPI)[7]